# Lingua kamassina
La lingua kamassina era una lingua samoieda parlata in Russia, nella zona dei Monti Saiani.

## Distribuzione geografica
La lingua kamassina era parlata nella Russia asiatica, nella zona dei Monti Sajany. Agli inizi del XX secolo la comunità dei locutori era costituita da 15 famiglie del villaggio di Abalakova, ma negli anni 1960 si era ridotta a due sole persone anziane. Ora è considerata una lingua estinta: l'ultimo parlante nativo noto è stata Klavdiya Plotnikova, morta nel 1989.

## Classificazione
Secondo l'edizione 2009 di Ethnologue, la classificazione della lingua kamassina è la seguente:
- Lingue uraliche
  - Lingue samoiede
    - Lingua kamassina